# Semana laboral de cuatro días
La semana laboral de 4 días o semana de 4 días es una de las formas de organizar la jornada de trabajo semanal, estableciendo el número de días laborales en cuatro. Se reduce la semana laboral tradicional de 5 días, -de lunes a viernes-, a cuatro días -de lunes a jueves, de martes a viernes, u otras fórmulas dependiendo de la tipología de los trabajos-.

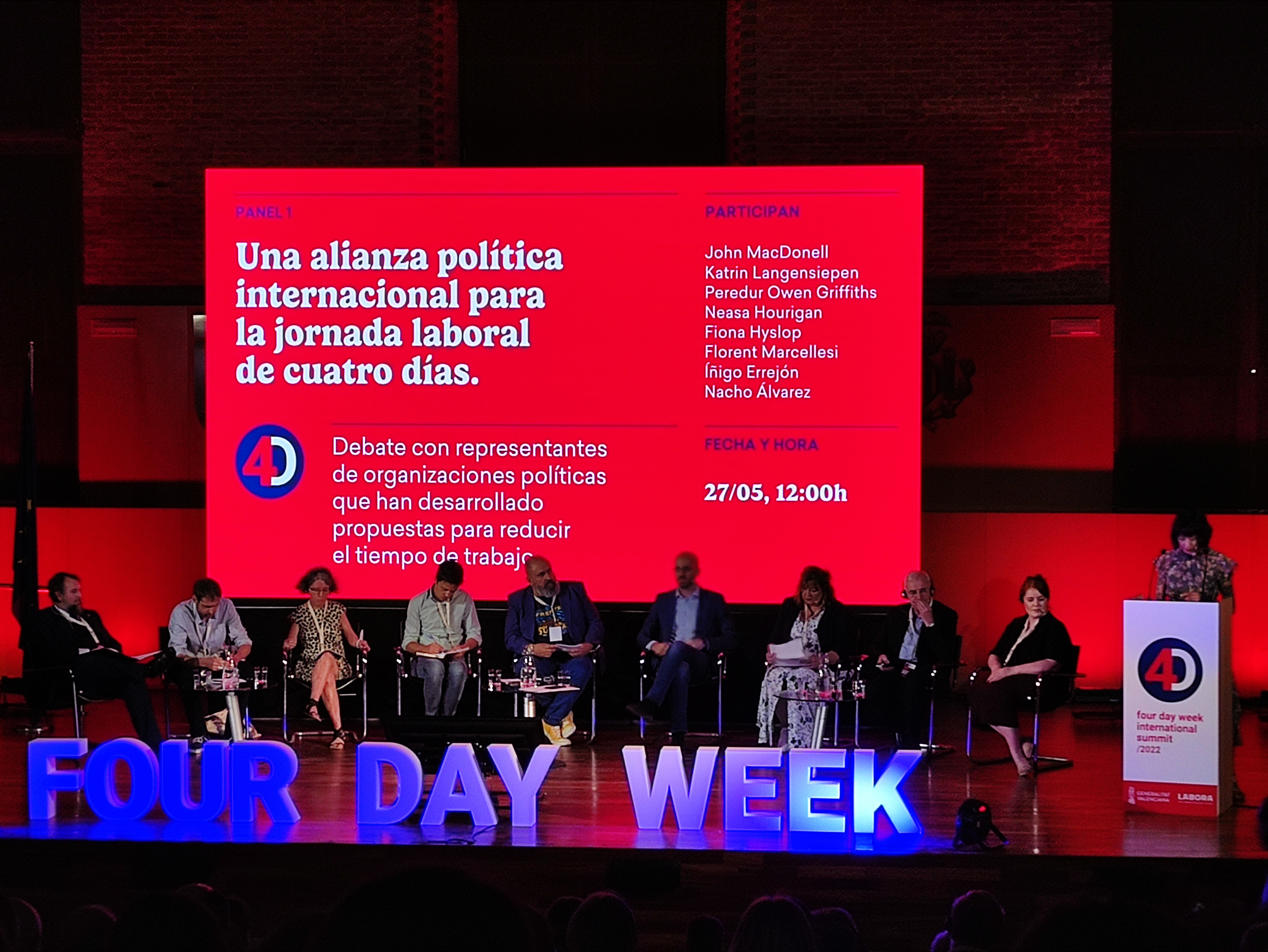
Jornadas sobre la Semana laboral de 4 días (Four Day Week), en la ciudad de Valencia, España, en mayo de 2022.

La 'semana laboral de 4 días con una jornada de 8 horas diarias y 32 horas semanales, sin reducción del salario, es una reivindicación sindical, política, económica y social para establecer una semana laboral normalizada de cuatro días que garantice el acceso al trabajo, favorezca la creación de empleo y por tanto la reducción del desempleo, permita conciliar la vida laboral con la personal y aumente la satisfacción general de la sociedad. Sus defensores alegan que la implantación en empresas así como las pruebas y ensayos en otras muestran un aumento de la productividad y una mejora en todos los indicadores de bienestar de los trabajadores, incluida la salud. Asimismo destacan que tiene beneficios medioambientales -en el consumo energético de la propia empresa y al reducirse los desplazamientos-, mitigando el cambio climático.

## Antecedentes históricos

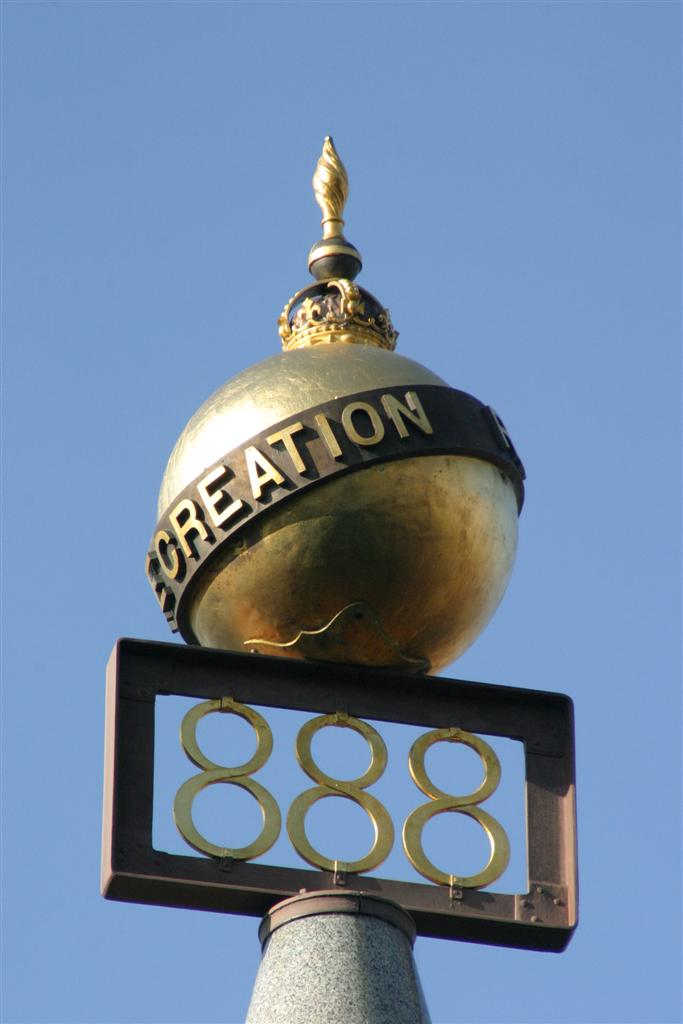
Monumento conmemorativo de la jornada laboral de 8 horas, 8 hours Work, 8 hours Recreation, 8 hours Rest (8 horas de trabajo, 8 horas de ocio, 8 horas de descanso), Melbourne, Australia.

### La semana laboral de 5 días - 8 horas diarias y 40 semanales
La semana laboral de 5 días se introdujo como norma en la mayoría de los países a lo largo del siglo XX. Con anterioridad la semana laboral era de 6 días. La semana normalizada de 5 días se cuestiona cada vez más por las solicitudes de semanas laborales más cortas, permisos particulares, permisos para el cuidado de hijos y otros familiares. Además las empresas tienden a establecer horarios más flexibles pero que les garanticen el aumento de la producitividad, además de plantearse el teletrabajo cuando es posible y es aceptado por los trabajadores.
La semana laboral de cinco días, asociada a la jornada diaria de 8 horas y al cómputo semanal de 40 horas fue una de las reivindicaciones sindicales y políticas de la izquierda de finales del siglo XIX y durante las primeras décadas del siglo XX con el objeto de reducir las largas jornadas laborales -de más de 12 y 14 horas, el trabajo infantil, la falta de descanso entre jornadas laborales y el número de días trabajados -seis días-. En las fábricas de automóviles de Henry Ford, se implantó la semana laboral de 5 días, generando mayor productividad, aumentando los sueldos de los trabajadores que así podían adquirir un automóvil.

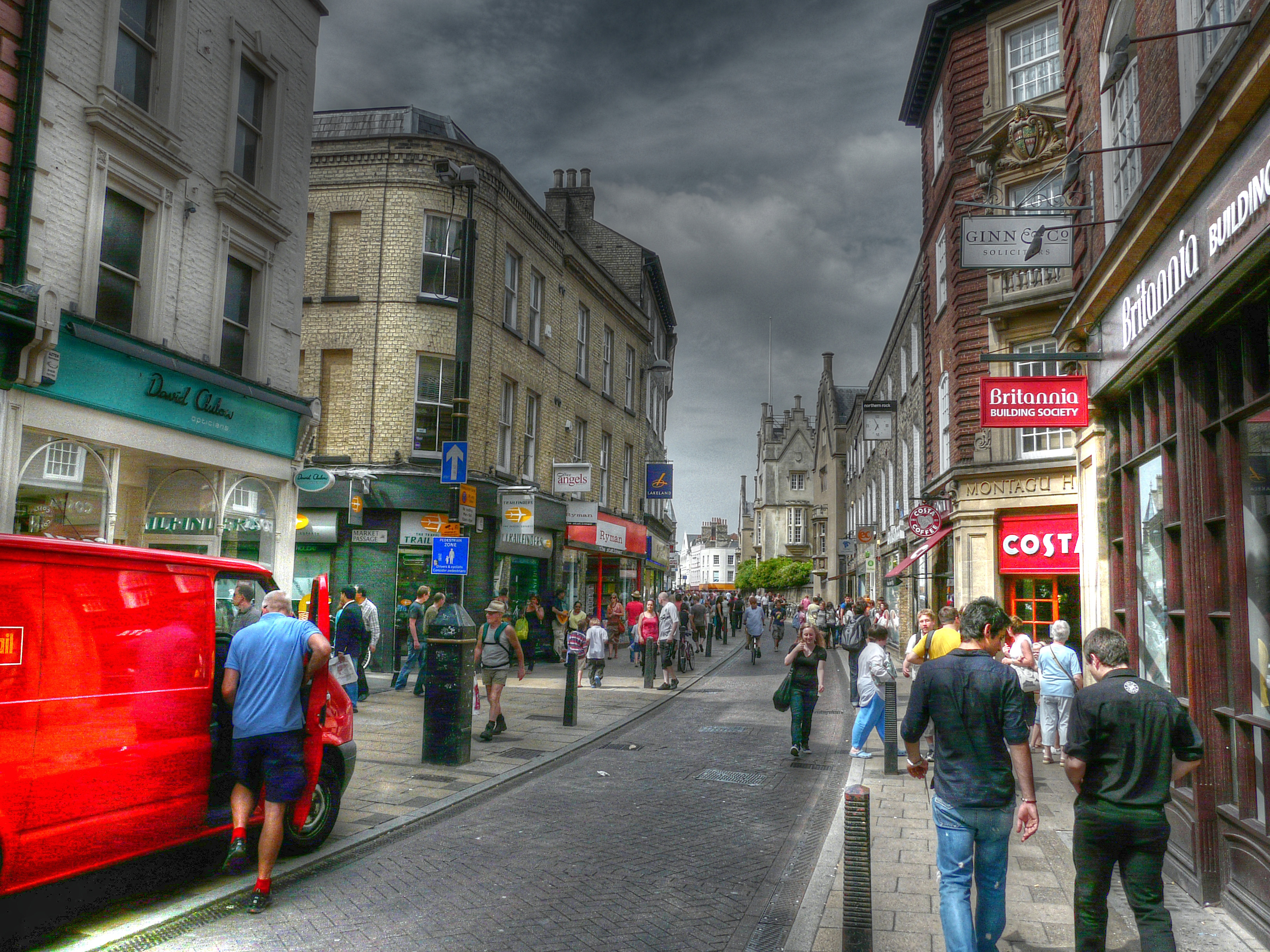
Calle de convivencia. Los cambios urbanos reflejan los nuevos modos de vida: peatones, bicicletas, comercio y vehículos de reparto en Sidney Street, Cambridge, Reino Unido.

## La semana laboral de 4 días - 32 horas semanales
Las primeras propuestas fueron lanzadas en los años 90 en Europa, y fueron apoyadas por políticos como Jacques Delors y Gilles de Robien. Las propuestas partían de la necesidad, ante un alto desempleo, de repartir el tiempo de trabajo, tanto en el sector privado como en el sector público. La 'reducción de la jornada laboral' mediante 'el reparto del tiempo de trabajo' es una de las propuestas del Colectivo Francés Roosevelt. En 1998 se aprobó en Francia la ley promovida por el primer ministro Lionel Jospin para reducir la jornada semanal de 39 a 35 horas semanales a partir del año 2000. Sin embargo, la situación económica y las claras resistencias empresariales hicieron que la ley tuviera escasa aplicación. Posteriormente la crisis financiera de 2008 ahogó las expectativas económicas de las economías occidentales y sepultó las iniciativas de la reducción de la jornada de trabajo. Otras propuestas proponen las 30 horas para igualar las condiciones de hombres y mujeres y mejorar la conciliación laboral.
Desde los comienzos del siglo XXI se han producido numerosas propuestas, ensayos e implantación de la semana laboral de cuatro días que no solo beneficia a los trabajadores sino que en la mayoría de las empresas se han comprobado el aumento de la productividad.

## Beneficios la semana laboral de 4 días
Los defensores de la semana laboral de 4 días argumentan que los empleados están más motivados por lo que son más productivos debido a las pausas de descanso más largas que conlleva en forma de fines de semana más largos. Con la semana de 4 días los trabajadores tienen más tiempo para otros asuntos cotidianos. La semana de cinco días, argumentan, es incompatible para muchas personas con las exigencias y complejidad de la vida cotidiana moderna.
En un estudio realizado en Islandia, se pidió a 2.500 ciudadanos que trabajaran cuatro días a la semana en lugar de cinco durante cinco años sin que cambiara su salario. Los participantes tenían más tiempo para sí mismos y sus seres queridos, eran más felices y tenían menos probabilidades de sufrir estrés. La empresa neozelandesa de planificación patrimonial Perpetual Guardian probó una semana laboral de 4 días en 2018 y consiguió un aumento del 20% en la productividad, así como menores niveles de estrés y mayor satisfacción laboral entre sus empleados. Según el fundador de la empresa, la semana laboral acortada no trajo "ningún inconveniente". Ese mismo año, Perpetual Guardian hizo permanente la semana laboral de 4 días. En 2019, Microsoft Japón experimentó con la semana laboral de 4 días y afirmó que la productividad aumentó un 40% y los costes de electricidad se redujeron un 23%.
Entre los beneficios de la reducción de la semana laboral a cuatro días estaría la reducción del síndrome del quemado o síndrome de desgaste profesional, menos estrés, menos bajas laborales, más conciliación de la vida familiar y laboral e igual o mayor productividad.
Los beneficios de la reducción de la semana laboral a 4 días son los siguientes
- Se mantiene o aumenta la productividad.[20]
- Reducción de costes de funcionamiento y energéticos (electricidad, refrigeración, calefacción, mantenimiento).
- Aumenta la satisfacción laboral de los trabajadores.
- Se reduce el estrés.[20]
- Mejora la conciliación de la vida laboral y personal.
- Se reduce el consumo de energía por parte de los trabajadores (en el transporte).

## Implantación de la jornada laboral en países y empresas
Una de las propuestas más extendidas para la reducción del tiempo de trabajo es la implantación de la semana laboral de 4 días -Four-day workweek, en inglés- (ya sea de lunes a jueves; ampliando el descanso al miércoles o a la carta -para empleador y empleado-) que exigiría tanto cambios en la producción -redistribución semanal de turnos- como en la vida ordinaria -entre otros, ajustes de horarios escolares-. Sus defensores creen que supone un avance real en las mejoras laborales más palpable y claro que las escasas reducciones horarias repartidas durante cada día y que suelen acompañarse de reducción de sueldo y no crean empleo. 
En su defensa también se argumenta la reducción del consumo de combustible al disminuir los desplazamientos al trabajo. También, desde la gestión de recursos humanos y hablando del trabajo flexible se habla de la semana laboral de 4 días e incluso 3 pero con un mantenimiento del horario laboral semanal (en vez de 8 horas diarias se trabajarían 10). El debate sobre la reducción de la jornada laboral, con la propuesta básica  de 32 horas o 4 días se está realizando tanto por gobiernos como empresas y trabajadores en todo el mundo ante los problemas de empleo, productividad, conciliación, salud y ecología. En todo caso se habla de reducir las jornadas de trabajo o el tiempo de trabajo pero sin reducción de los salarios.

### La semana de 4 días en Alemania
En 2017 la socióloga alemana Jutta Allmendinger declaró que la instauración de las 32 horas semanales, con el objeto de reducir las jornadas máximas -normalmente realizadas por hombres- permitiría aumentar las jornadas parciales de aquellos que quieren trabajar más -normalmente mujeres-.
El sindicato más importante de Alemania, IG Metall, reclama la semana laboral de 28 horas (4 días laborables de 7 horas) para los trabajadores por turnos y aquellos al cuidado de terceros.
En 2020 la reducción de la semana laboral a 4 días se vio como una buena solución para reducir la presencialidad en el trabajo y también como solución al aumento del desempleo ante la pandemia de COVID-19.

### La semana de 4 días en Bélgica
En febrero de 2022 el primer ministro de Bélgica, el liberal Alexander de Croo comunicó el acuerdo para la reforma del mercado laboral por el que se puede concentrar la semana laboral en cuatro días así como potenciar un régimen de horario semanal variable con el objeto de aumentar la tasa de empleo al 80% para 2030, en 2022 la tasa se situaba en el 71%. No supone una reducción de jornada sino una acumulación de la jornada de 5 días en 4.

### La semana de 4 días en España
En 2013, en España, ante el aumento del desempleo por encima del 25% y la prolongación de la crisis económica española de 2008-2013 el político socialista Alfonso Guerra defendió la jornada de 32 horas en cuatro días como forma de impulsar el empleo.
En 2018 el sindicado español Unión General de Trabajadores (UGT) propuso reducir la semana laboral a cuatro días con el mismo salario para hacer frente a la automatización.

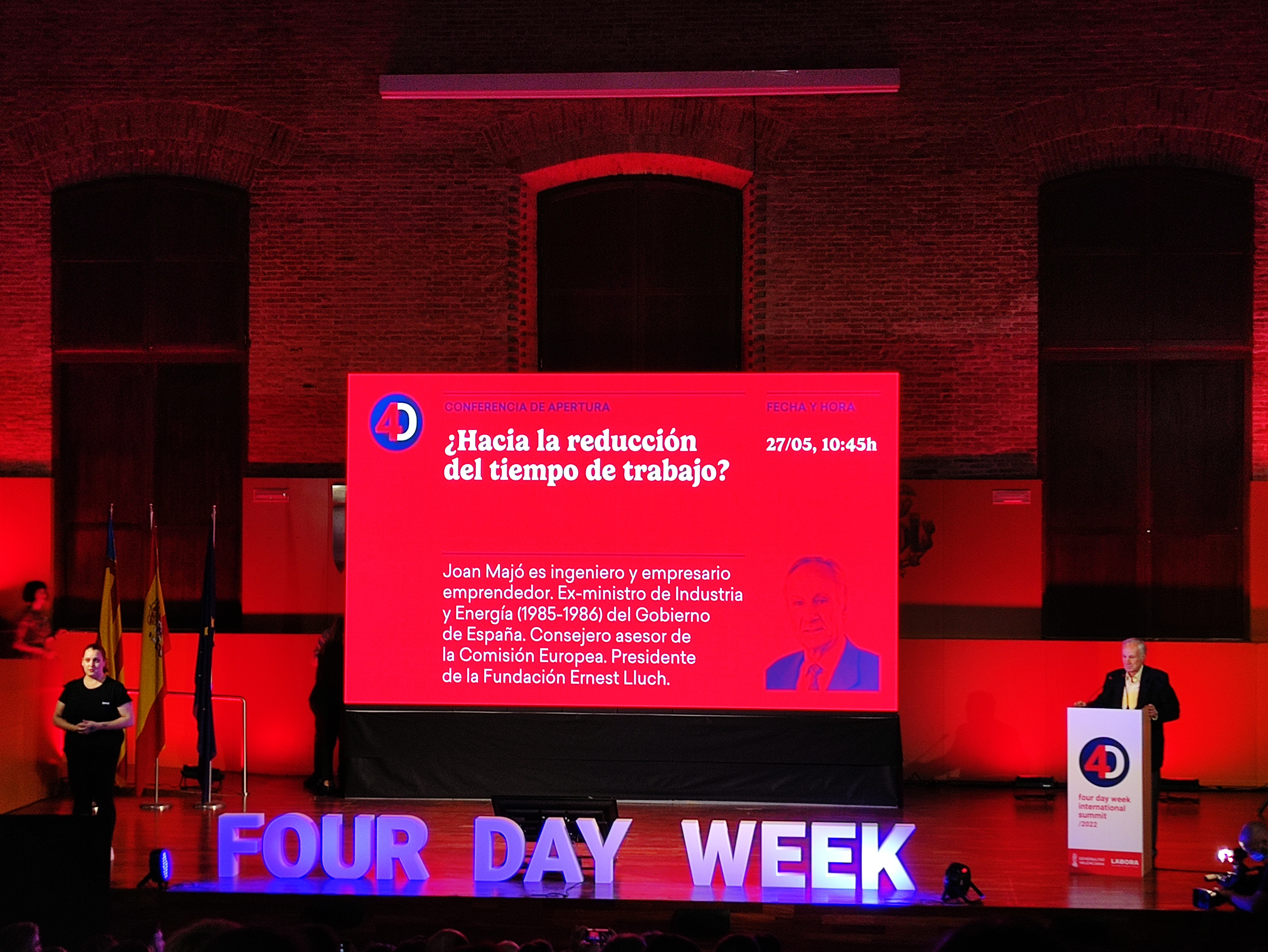
Joan Majó i Cruzate interviene en las jornadas sobre la Semana laboral de 4 días en el Four Day Week International Summit, celebrado en Valencia, España, en mayo de 2022.

En 2020, en España, la propuesta del partido político Más País de 4 días laborables (32 horas) fue rechazada en su totalidad si bien se plantean medidas para probar la propuesta y que se reduzcan las horas totales anuales. La Generalidad Valenciana incluyó en los Presupuestos de 2021 una partida destinada a subvencionar a empresas que reduzcan la jornada laboral a cuatro días o 32 horas semanales de trabajo sin que ello comporte una reducción de sueldo para sus trabajadores. La empresa de Jaén Software DelSol mantiene una jornada de 36 horas en invierno y 28 horas en verano.
En España, en 2021 el partido político Más País pactó con el Gobierno un programa piloto para reducir la jornada laboral, en concreto una partida de 50 millones de euros para ayudas a empresas que quieran aumentar su productividad disminuyendo la jornada a 32 horas. Hasta 250 empresas ensayarán la reducción de la jornada laboral o el trabajo cuatro días.
El 27 y 28 de mayo de 2022 se celebró la Cumbre Internacional de la Semana de Cuatro Días ('Four Day Week International Summit') en Valencia, España. Asistieron, entre otros, Charlotte Lockhart de la organización 4 Day Week Global, John McDonnell del Partido Laborista del Reino Unido, Sophie Jaenicke, del sindicato alemán IG Metall y Joan Majó i Cruzate, político, empresario y asesor.
En junio de 2022 se dio a conocer la oferta de Telefónica España a todos sus empleados que voluntariamente se quieran acoger a la semana laboral de cuatro días pero con reducción de sueldo proporcional si bien la empresa compensa un 20% de dicha reducción. Los trabajadores y los sindicatos siguen reivindicando el día no trabajado acabe siendo retribuido cuando se compruebe la eficiencia y productividad de la propuestas.
En mayo de 2023 41 empresas habían presentado su solicitud para las ayudas a la mejora de la productividad en pequeñas y medianas empresas industriales a través de proyectos piloto de reducción de la jornada laboral puesta en marcha por el Ministerio de Industria, Comercio y Turismo.

### La semana de 4 días en Estados Unidos
En enero de 2022, el D'Youville College, institución de enseñanza universitaria, anunció un proyecto de 6 meses de una semana laboral de 4 días y 32 horas para todo el personal y la administración, sin ningún cambio en el salario ni pérdida de los beneficios de los empleados. Los empleados trabajaban previamente 37,5 horas por semana. Esta iniciativa fue la consecuencia de un programa piloto que se llevó a cabo en el año 2020 que recibió comentarios positivos de los empleados.

### La semana de 4 días en Francia
La semana de 4 días en Francia fue iniciada y promovida por Pierre Larrouturou en 1993. La derecha la aplicó en 1996, con una ley facultativa votada a iniciativa de Gilles de Robien, la ley Robien sobre la ordenación del tiempo de trabajo, que fue derogada con la promulgación de las leyes Aubry. Según Pierre Larrouturou, 400 empresas (restaurantes, autoescuelas, empresas de informática, PYME) pudieron beneficiarse de la Ley Robien entre junio de 1996 y junio de 1998. Al haber contratado un 10% o más de empleados adicionales, estas empresas se beneficiaron de una exención del 8% de sus cotizaciones sociales. Algunos otros ejemplos (la fórmula sigue vigente a pesar de la derogación de la ley): Macif: creación de 800 puestos de trabajo permanentes, congelación de todos los salarios durante 18 meses, Fleury Michon: creación de 125 contratos permanentes sin pérdida de salario, empresa abierta 6 días a la semana. Mamie Nova: creación de 120 puestos de trabajo permanentes (800 empleados al principio). Para Pierre Larrouturou la semana de cuatro días una de las soluciones a la crisis actual.

### La semana de 4 días en Islandia
En Islandia se desarrollaron pruebas con la semana laboral de cuatro días que se consideraron un éxito. En las pruebas, realizadas entre el año 2015 y 2019 se trabajaron menos horas (entre 35 y 36) sin reducción de sueldos. La productividad mejoró en la mayoría de los servicios y se mantuvo en algunos, en ninguno empeoró. Las pruebas se llevaron a cabo en el Ayuntamiento de Reykjavik así como en otros puestos de trabajos relacionados con el gobierno. Participaron 2.500 trabajadores, lo que representa aproximadamente el 1% de la población activa de Islandia.

### La semana de 4 días en Nueva Zelanda
En 2018 la empresa Perpetual Guardian de Nueva Zelanda probó la semana de 4 días y la adoptó para siempre al comprobar la mejora en la productividad
Durante 2021 la empresa Unilever probará en Nueva Zelanda la semana laboral de cuatro días con el 100% del salario. La primera ministra de Nueva Zelanda, Jacinda Ardern, propueso a los empresarios la implantación de la semana laboral de cuatro días para fomentar el turismo interno y potenciar la economía.

### La semana de 4 días en Portugal
En mayo de 2022 en Portugal se aprobó por el Parlamento, a propuesta del partido de izquierdas 'Livre', el proyecto para ensayar una semana laboral de cuatro días. Supone la promoción y financiación de un proyecto piloto que pueda estudiar formas de aumentar la productividad, modelos diferentes de organización empresarial o estudiar formas mixtas de teletrabajo. También en 2022 la ministra de Presidencia de Portugal, Mariana Vieira da Silva, propuso un proyecto piloto para que la administración pública pueda sumarse a la semana laboral de 4 días.

### La semana de 4 días en Reino Unido
El escritor Owen Jones también defiende la semana laboral de 4 días laborables y considera que tiene repercusiones muy positivas para reducir el desempleo y la precariedad, abordar problemas de salud, aumentar la productividad, ayudar al medioambiente, mejorar la vida familiar, potenciar que los hombres contribuyan más a las tareas domésticas y hacer más feliz a la gente.
En el Reino Unido 60 empresas con 3.000 trabajadores probarán durante 6 meses (de junio a noviembre de 2022) la semana de cuatro días laborales sin reducción de salario. Finalizada la prueba se evaluará la productividad. El Congreso de Argentina aprobó dos propuestas similares para evaluar posteriormente los resultados.

## Otras situaciones laborales

### Jornadas reducidas en algunos sectores
En la judicatura española no se fijan juicios los viernes lo que para muchos es la forma de alargar el fin de semana.
Los diputados y senadores de numerosos países disfrutan de amplios períodos de inactividad, superiores al mes de vacaciones, ya que los períodos de sesiones de los parlamentos y senados suelen ser de entre 6 a 9 meses.

La agricultura de regadío genera 50 veces más empleo que la agricultura de secano que necesita solamente los mantenimientos periódicos pero no intensivos.

### Escasez de trabajo y trabajo a tiempo parcial
De manera contraria a aquellos puestos de trabajo que generan suficientes ingresos con escasa dedicación o jornadas laborales cortas también se da, en muchos sectores, la contratación a tiempo parcial -contratos de media jornada, por horas, etcétera-, que no general los suficientes recursos económicos para una vida digna y que se tienen que compatibilizar, cuando se puede, con otros trabajos. Muchos de los trabajadores a tiempo parcial desearían trabajar más horas o tener un contrato a tiempo completo.